# Arracacia
Arracacia is een geslacht uit de schermbloemenfamilie (Apiaceae). De soorten uit het geslacht komen voor van Mexico tot in Bolivia.

## Soorten
- Arracacia aegopodioides (Kunth) J.M.Coult. & Rose
- Arracacia annulata L.O.Williams
- Arracacia anomala Mathias & Constance
- Arracacia atropurpurea (Lehm.) Benth. & Hook.f. ex Hemsl.
- Arracacia bracteata J.M.Coult. & Rose
- Arracacia brandegeei J.M.Coult. & Rose
- Arracacia chiapensis J.M.Coult. & Rose
- Arracacia colombiana Constance & Affolter
- Arracacia compacta Rose
- Arracacia donnell-smithii J.M.Coult. & Rose
- Arracacia ebracteata (Rose) Mathias & Constance
- Arracacia elata H.Wolff
- Arracacia equatorialis Constance
- Arracacia filipes Mathias & Constance
- Arracacia fruticosa Rose
- Arracacia hemsleyana J.M.Coult. & Rose
- Arracacia hintonii Constance & Affolter
- Arracacia incisa H.Wolff
- Arracacia longipedunculata J.M.Coult. & Rose
- Arracacia macvaughii Mathias & Constance
- Arracacia meyeri Mathias & Constance
- Arracacia molseedii Mathias & Constance
- Arracacia montana J.M.Coult. & Rose
- Arracacia moschata (Kunth) DC.
- Arracacia nelsonii J.M.Coult. & Rose
- Arracacia ovata J.M.Coult. & Rose
- Arracacia papillosa Mathias & Constance
- Arracacia peruviana (H.Wolff) Constance
- Arracacia pringlei J.M.Coult. ex Rose
- Arracacia pubescens H.Wolff
- Arracacia purpusii Rose
- Arracacia quadrifida Constance & Affolter
- Arracacia ravenii Constance & Affolter
- Arracacia rigida J.M.Coult. & Rose
- Arracacia schiedei (H.Wolff) Mathias & Constance
- Arracacia schneideri Mathias & Constance
- Arracacia tapalpae M.E.Jones
- Arracacia ternata Mathias & Constance
- Arracacia tillettii Constance & Affolter
- Arracacia tolucensis (Kunth) Hemsl.
- Arracacia trifida J.M.Coult. & Rose
- Arracacia xanthorrhiza Bancr.

... · 
Aciphylla · 
Actinotus · 
Aegopodium · 
Aethusa · 
Ammi (Akkerscherm) · 
Anethum · 
Angelica (Engelwortel) · 
Anisotome · 
Anthriscus (Kervel) · 
Apium (Moerasscherm) · 
Artedia · 
Astrantia (Sterrenscherm) · 
Athamanta · 
Azorella · 
Berula · 
Bifora · 
Bunium · 
Bupleurum (Goudscherm) · 
Carum (Karwij) · 
Caucalis · 
Chaerophyllum (Ribzaad) · 
Cicuta · 
Conium · 
Conopodium · 
Coriandrum · 
Crithmum · 
Cuminum · 
Daucus · 
Eryngium (Kruisdistel) · 
Falcaria · 
Ferula · 
Foeniculum · 
Heracleum (Berenklauw) · 
Levisticum · 
Myrrhis · 
Oenanthe (Torkruid) · 
Orlaya · 
Pastinaca (Pastinaak) · 
Petroselinum (Peterselie) · 
Peucedanum (Varkenskervel) · 
Pimpinella (Bevernel) · 
Pycnocycla ·
Sanicula · 
Scandix · 
Selinum · 
Silaum · 
Sium · 
Smyrnium (Zwarte kervel) · 
Steganotaenia · 
Thapsia · 
Thaspium · 
Thecocarpus · 
Tiedemannia · 
Tilingia · 
Torilis (Doornzaad) · 
Xanthosia · 
...